# Sistem H0
Sistem H0 (tudi skala H0) je mednarodna oznaka, ki se uporablja zlasti pri modelni (miniaturni) železnici v razmerju 1:87. Vsi modeli železniških lokomotiv, vagonov in ostalih sestavnih delov železniških prog so 87-krat manjši od originalnih izdelkov.
Širina med tirnicama v sistemu H0 znaša 16,5 mm.
Sistem H0 je razširjen zlasti v Evropi in ZDA.
V Sloveniji železniške modele izdeluje Mehano iz Izole.